# Rhinichthys cataractae
Rhinichthys cataractae és una espècie de peix cipriniforme de la família dels ciprínids.

## Morfologia
- Els mascles poden assolir 22,5 cm de longitud total.
- Nombre de vèrtebres: 40-42.[1][2]

## Alimentació
Menja efímeres, mosques negres i mosquits.

## Hàbitat
És un peix d'aigua dolça i de clima temperat (4 °C-16 °C).

## Distribució geogràfica
Es troba a Nord-amèrica, incloent-hi els Grans Llacs.